# Римокатоличка црква у Платичеву
Римокатоличка црква у Платичеву, насељеном месту на територији општине Рума, богослужбени је објекат Католичке цркве који припада Сријемској бискупији.
Црква је подигнута седамдесетих година 20. века и данас је у саставу Жупе Свети Антун Падовански из Никинаца.